# Scotopteryx impuncta
Scotopteryx impuncta är en fjärilsart som beskrevs av Barend J. Lempke 1950. Scotopteryx impuncta ingår i släktet backmätare, och familjen mätare. Inga underarter finns listade.